# Maarten Ducrot
Martinus Antonius (Maarten) Ducrot (Vlissingen, 8 april 1958) is een voormalig Nederlands profwielrenner, die na zijn actieve carrière onder meer in dienst trad als wielercommentator bij de NOS tot 2023.

## Biografie
Naast zijn studie sociale psychologie aan de Universiteit Utrecht (1976-1987) ging Ducrot wielrennen als amateur. In 1982 werd hij wereldkampioen ploegentijdrit (met Frits van Bindsbergen, Gerard Schipper en Gerrit Solleveld).
In 1984 deed Ducrot samen met Gert Jakobs, Erik Breukink en Jos Alberts mee aan de Olympische Zomerspelen in Los Angeles. Het viertal wist op de 100km ploegentijdrit een vierde plaats te behalen.
In 1985 begon hij aan een profcarrière bij de Kwantum-ploeg van Jan Raas. Hij deed vijf keer mee aan de Ronde van Frankrijk. In de Tour won hij eenmaal een etappe en werd tevens tot strijdlustigste renner van die Tour uitgeroepen. Daarnaast won Ducrot etappes in de Ronde van Romandië, de Dauphiné Libéré en de Coors Classic.
Zijn bijnaam in het peloton was 'De Koning van Biafra', ingegeven door zijn tengere lichaamsbouw.

### Na het wielrennen
In 1991 beëindigde hij zijn wielerloopbaan. Hij ging werken als organisatieadviseur en heeft tegenwoordig een adviesbedrijf.
In een uitzending van het tv-programma Reporter op 30 december 1999 gaf Ducrot samen met Steven Rooks en Peter Winnen toe dat hij tijdens zijn wielerloopbaan doping had gebruikt, onder meer cortison, testosteron en Synacthen.
Ducrot werd in 2004 bij NOS Studio Sport de opvolger van co-commentator Erik Breukink, die ploegleider werd bij de Rabobank Wielerploeg. Hij maakte zijn debuut op 4 april 2004 als verslaggever van de Ronde van Vlaanderen. In juli 2022 maakte hij bekend te stoppen als commentator bij de Tour. Zijn laatste commentaar was op 16 april 2023 bij de Amstel Gold Race.

### Trivia
Tijdens de slotetappe van de Ronde van Frankrijk 2020 vertelde Ducrot tijdens het tv-verslag dat hij een nazaat is van de Franse generaal Auguste-Alexandre Ducrot (1817-1882).

### Overwinningen
1982
- Wereldkampioen ploegentijdrit op de weg voor amateurs, 100 km (Met Frits van Bindsbergen, Gerrit Solleveld en Gerard Schipper)

1985
- 9e etappe Ronde van Frankrijk

1986
- 7e etappe deel a Critérium du Dauphiné
- 2e etappe Ronde van Romandië

## Resultaten in voornaamste wedstrijden
| Jaar | Ronde van Italië | Ronde van Frankrijk | Ronde van Spanje |
| ---- | ---------------- | ------------------- | ---------------- |
| 1985 |                  | 84e (1)             |                  |
| 1986 |                  | 81e                 |                  |
| 1987 |                  | opgave              |                  |
| 1988 |                  |                     |                  |
| 1989 |                  | 39e                 |                  |
| 1990 | 98e              | 66e                 |                  |
| 1991 |                  |                     | 113e             |

| Jaar | Milaan-San Remo | Gent-Wevelgem | Ronde van Vlaanderen | Amstel Gold Race | Luik-Bast.‑Luik | Ronde van Lombardije | Rund um den Henninger-Turm | Waalse Pijl |  | WK op de weg |  | Wereldranglijsten |
| ---- | --------------- | ------------- | -------------------- | ---------------- | --------------- | -------------------- | -------------------------- | ----------- |  | ------------ |  | ----------------- |
| 1985 |                 |               |                      |                  |                 |                      |                            | 67e         |  | opgave       |  |                   |
| 1986 | 64e             |               |                      | 36e              | 35e             |                      |                            |             |  | 58e          |  |                   |
| 1987 | 106e            |               | 24e                  | 50e              | 39e             |                      |                            |             |  | opgave       |  |                   |
| 1988 |                 | 40e           |                      |                  |                 | 18e                  | 7e                         | 43e         |  |              |  | 71e (UWB)         |
| 1989 | 48e             |               |                      | 82e              | 88e             |                      |                            |             |  | opgave       |  |                   |
| 1990 | 69e             |               |                      |                  |                 |                      | 32e                        |             |  | opgave       |  |                   |
| 1991 |                 |               |                      | 84e              |                 |                      |                            |             |  |              |  |                   |

Daams ·
Ducrot ·
Hanegraaf ·
Manders ·
Nevens ·
Nijdam ·
Peeters ·
van der Poel ·
Poels ·
Priem · 
Raas · 
Shapiro ·
Solleveld ·
van Vliet ·
Wijnands ·
Zoetemelk 
Daams ·
Dierickx ·
Ducrot ·
Emonds ·
Hanegraaf ·
Heeren ·
Kerstens ·
Manders ·
Nijdam ·
Peeters ·
van der Poel ·
Poels ·
Priem · 
Roosen ·
Solleveld ·
E. Van Hooydonck · 
G. Van Hooydonck · 
van Vliet ·

Vlassaks ·
Wijnands ·
Zoetemelk 
Cornelisse ·
Ducrot ·
Emonds ·
Gölz ·
Hanegraaf ·
Jakobs ·
Maassen ·
Nijdam ·
van Passel ·
Peeters ·
Pevenage ·
Poels ·
van Poppel ·
Priem · 
Roosen ·
Solleveld ·
E. Van Hooydonck · 
G. Van Hooydonck ·

Verhoeven ·
Vlassaks ·
Wijnands ·
Zoetemelk
Cornelisse ·
Ducrot ·
Emonds ·
Gölz ·
Hanegraaf (tot 30/06) ·
Heylen ·
Jagt ·
Jakobs ·
Maassen ·
Nijdam ·
van Passel ·
Peeters ·
Pevenage ·
Poels ·
van Poppel ·
Solleveld ·
E. Van Hooydonck · 
G. Van Hooydonck ·
Verhoeven ·

Vlassaks ·
Wijnands
Achermann ·
Bomans ·
Brasseur ·
Breu ·
Dauwe ·
Dernies · 
Diem ·
F. Dierickx ·
M. Dierickx ·
Ducrot ·
Goessens ·
Küttel ·
Pauwels · 
Robeet ·
Scharmin ·
Schönenberger ·
Van De Vel ·
A. van der Poel ·
J. van der Poel ·

Verbeeck ·
Wegmüller ·
Wijnands
Anderson · 
Barth ·
Bol · 
Capiot · 
Ducrot ·
Hanegraaf · 
Jacobs ·  
Kleinsman (tot 31/08) · 
Luyckx ·
Müller ·
Pedersen ·
Pieters · 
Schalkers · 
Schurer · 
J. Siemons ·
M. Siemons ·
Skibby ·
Sunderland ·
Van Den Bossche ·
van Loenhout ·

van Wijk ·
Vandenbrande
Barth ·
Capiot · 
Ducrot ·
Gutte · 
Hamburger · 
Harmeling ·  
Konysjev · 
Kuum ·
Müller ·
Meinert-Nielsen · 
Oeslamin ·
Schalkers · 
Schurer · 
J. Siemons ·
M. Siemons ·
Skibby ·
Sunderland ·
Theunisse ·
Van Den Bossche ·
van der Pas ·
van Loenhout ·
Zjdanov ·
van de Meulenhof (stagiair)